# 鈴木工務店 (広島県福山市)
株式会社鈴木工務店（すずきこうむてん）は広島県福山市に本社を置く建設事業者ならびに一級建築士事務所。

## 概要
- 本社  広島県福山市丸之内1-4-1
- 倉敷支店 岡山県倉敷市幸町12-15

- 取引金融機関
  - 広島銀行福山営業本部・三菱UFJ銀行福山支店[1]・伊予銀行福山支店・中国銀行福山支店・商工中金福山支店・しまなみ信用金庫福山営業本部・両備信用組合福山支店・中国銀行福山支店・もみじ銀行福山支店・日本政策金融公庫広島支店・みずほ銀行福山支店
  - 国土交通大臣許可（特定建設業許可-19）第2118号
  - 宅地建物取引業免許/国土交通大臣免許
  - 一級建築士事務所登録/広島県知事登録03-1第1105号

## 特徴
- 広島県下最古の建築設計事務所が由来で現在でも設計業務のみの受注も多い。設計・監理・構造設計業務・民間一般建築施工請負が主体で土木工事は殆ど手がけていない。特に医療・介護福祉施設・食品工場を中心とする精密各種工場への設計プランニング・施工技術力に実績がある。特に医療分野では福山市内の医療施設の約半数は同社の手掛けたもの。また支払いにおいて一切手形は出さず、現金払いを続け、借入も極力少なくする経営方針[2]。
- また江戸時代に創業家鈴木家の先祖は広島浅野家の重臣であり天下普請で日光東照宮などの造営にも関わる

## 主な施工または設計作品
JV（共同企業体）施工のものも含む。
- アヲハタ（広島県竹原市）本社・竹原工場・東北工場
- カイハラ三和工場（広島県神石高原町）そのほか各工場
- アサヒグループ食品岡山工場・里庄第1・2工場（岡山県里庄町）そのほか各工場
- 北川鉄工所本社など（府中市）
- ヤスハラケミカル本社工場（府中市）
- マナック本社工場（福山市）
- 北川精機本社工場（府中市）
- 井原精機本社・笠岡工場
- 化繊ノズル西江原工場（井原市）
- イズミゆめタウン蔵王店・松永店など（福山市）
- 大田記念病院（福山市）
- 三菱UFJ銀行福山支店ビル・福山支店社宅（福山市）
- 商工中金福山支店ビル（福山市）
- 広島銀行福山手城・蔵王・福山西支店（福山市）
- 伊予銀行福山支店社宅（福山市）
- しまなみ信用金庫鞆・曙支店（福山市）
- 両備信用組合本店・各店舗（府中市）
- 広島県立歴史博物館（広島県福山市）
- ふくやま文学館（福山市）[3]
- RiM-f（福山市） - 元福山そごう
- 福山市立大学[4]

など多数

## 沿革
- 1920年（大正9年）1月 - 創業者で京都大学建築学部出身の鈴木克巳が広島県芦品郡広谷村（現在の府中市）にて広島県下にて現存する最古の建築設計事務所を開設。
- 1933年（昭和8年）4月 - 建築請負業を併設し福山市西堀端町に本社移転。
- 1938年（昭和13年）5月 - 支那（現在の中華人民共和国）の青島市に支店開設。
- 1943年（昭和18年）8月 - 太平洋戦争中の政策に伴い、国鉄への出入業者との企業合同に従い、当時の広鉄工業、現在の広成建設として関門鉄道トンネルなどの工事に当たる。
- 1945年（昭和20年）8月 - 福山大空襲で本社焼失。
- 1948年（昭和23年）5月 - 興和工務店として独立。
- 1955年（昭和30年）1月 - 「株式会社鈴木工務店」に法人改組、伴に現在地に本社移転。
- 1959年（昭和34年）5月 - 創業者死去により2代目社長に産経新聞政治部に在籍経験のある鈴木康平が就任。
- 1975年（昭和50年）テレビ新広島設立に参画。2代目社長が産経新聞社元政治記者社員という縁にまつわる。
- 1982年（昭和57年）広島エフエム設立に参画。
- 1995年（平成7年）デンマークの企業と提携し、輸入住宅事業に参入。広島市西区にあった中国放送プルミエ住宅展示場に出展。
- 1996年（平成8年）エフエムふくやま設立に参画[5]。
- 2006年（平成18年）3月 福山地区光ケーブル配信のCATVであるブロードワークスを中国電力などと伴に設立。
- 2007年（平成19年）4月 鈴木章平が3代目社長に就任。デンマーク住宅の新ブランド”スカンジナビアハウス”のモデルハウスを広島市安佐南区に開設。
- 2009年（平成21年）12月 -シンガーソングライターの森本ケンタを起用したスカンジナビアハウスのテレビCMを放映開始。
- 2011年（平成23年）4月 以前より主要株主であった福山リビング新聞社を傘下に収める。
- 2014年（平成23年）6月 会長であった鈴木康平が死去。
- 2018年　設計業務にBIMを導入。
- 2020年 kintoneを全社導入しDX化を推進
- 2023年 本社オフィスリニューアル

## 特記事項
- 2代目社長の鈴木康平は、福山商工会議所副会頭も勤めた[6]。

## 関連企業
- 有限会社ベルエポック
- 有限会社ベル興産